# Iwan Müller
Iwan Müller, także Mueller (ur. 3 lub 14 grudnia 1786 w Tallinnie, zm. 4 lutego 1854 w Bückeburgu) – niemiecki klarnecista, kompozytor i budowniczy instrumentów muzycznych.

## Życiorys
W młodości dużo podróżował po Europie, występując jako kameralista. W latach 1800–1807 był członkiem kapeli cesarskiej na dworze w Petersburgu. W 1807 roku opuścił Rosję i przez Niemcy oraz Austrię udał się do Paryża, gdzie osiadł. W latach 1815–1820 przebył w Anglii, wielokrotnie podróżował także do Włoch. Pod koniec życia był członkiem kapeli książęcej na dworze w Bückeburgu. Skomponował m.in. 6 koncertów klarnetowych i 2 kwartety klarnetowe. Opublikował pracę Méthode pour la nouvelle clarinette (Paryż 1825, wyd. niem. Lipsk 1825).
Około 1808 roku skonstruował w Dreźnie rożek basetowy z 16 klapami. Około 1810 roku zbudował w Paryżu nowoczesny system klap w klarnecie, powiększając ich liczbę do 13, a także skorygował położenie i wielkość otworów, uzyskując w ten sposób pełną skalę chromatyczną.